# Etnična religija
Etnična religija ali rodna vera je definirana z etnično omejenostjo določenega prebivalstva. Pogosto se etnične religije spopadajo z grožnjo asimilacije in okupacije s strani močnejših svetovnih religij. Etnične religije se razlikujejo od religij, ki iščejo spreobrnjence povsod po svetu ne glede na etnično pripadnost. Etnične religije imajo (izključene so diaspore) omejeno geografsko področje in številčnost, ki je pogosto zaznamovana z z etnično pripadnostjo.
Zgodovinsko je imela vsaka etnična skupina (narod, pleme) svojo duhovno kulturo, ki ji lahko rečemo verovanja ali vera. Vera je bila vedno del narodove kulture skupaj z jezikom in šegami. Z ekspanzijo abrahamskih religij, še posebej  krščanstva in  islama in verskimi vojnami je mnogo teh etničnih religij bilo označenih za » poganske«, krivoverskih in  staroverskih. V zadnjih 2000 letih je bilo večina etničnih religij izpodrinjenih, asimiliranih ali zmanjšanih na marginalnost. V Evropi so bile domorodne slovanska, germanska, keltska, grška in rimska vera pokristjanjene in s tem izpodrinjene s krščanstvom. 
Skupaj s kolonializmom se je isto kasneje zgodilo tudi etničnim religijam v Ameriki in v Afriki. Podobno je Islam poislamil tradicionalne religije Arabcev, nekdanjo  egipčansko religijo, afriške religije in Zaratustrstvo v Iranu. Manj nasilno je Budizem v Aziji vplival moralno in etično na različna verovanja v vzhodni Aziji, da so sedaj opredeljene kot sekte Budizma. Nekatere etnične religije so ostale močne in se niso stopile, kot npr. hinduizem pri Indijcih, judovstvo pri Judih in Shinto pri Japoncih.
S časoma so tudi ne etnične (mednarodne) verske skupnostni dobile lokalne posebnosti ali razvile oblike posebnosti za določeno lokalno tradicijo. V zgodovini krščanstva so se razvile nacionalne cerkve, npr. ruska pravoslavna cerkev, grška pravoslavna cerkev, armenska krščanska cerkev itd. V tem primeru je termin »etnična religija« mišljen za religijo na določenem prostoru, kljub svojemu nadetničnem karakterju. 
Ker je etnična religija enostavno »vera« vsakega etnične skupine, je pogosto poimenovana kar »vera«, »religija«, »verovanja«, »čaščenje«, »pot« ali podobno. V tem pomenu večina etničnih skupin v zgodovini ni imelo različnih poimenovanj. 

## Tradicionalne etnične religije

### Afrika
- Akan religion

### Azija
- Bon (Tibetanci)
- Kitajska etnična religija ali Shenism, Taoizem
- Hinduizem v Indiji
- Šamanizem v severovzhodni Indiji
- Zoroastrizem

### Domorodci Amerike
- Native American religion
- Ancient Mexicah Religion
- Maya religion

### Evropa
- Armenska mitologija
- Baltska mitologija
- Baskavska mitologija
- Keltska mitologija
- Etruščanska religija
- Finnska mitologija
- Germanska mitologija
- Grška mitologija
- Skandinavska mitologija
- Rimska mitologija
- Slovanska mitologija

## Moderne etnične religije in rekonstrukcionisti

### Evropa
- Evropski kongres etničnih religij

### Germanija
- The Troth (1987)
- Asatru Folk Assembly (1996)
- Swedish Asatru Assembly (1994)
- Åsatrufellesskapet Bifrost (1996)
- Folktrú (folklorist Scandinavian Forn Siðr)
- Odinic Rite (1973)
- Odinist Fellowship (1996)
- Theodism (American tribalist movements)
- Armanism or Irminism (or Irminenschaft) (German Paganism and Ariosophical movements)
- Heidnische Gemeinschaft (1985)
- Artgemeinschaft (1951)
- Deutsche Heidnische Front (1998)

### Keltska moderna etnična religija
- Celtic Reconstructionism (1980s)
- Neo-druidism
  - Reformed Druids of North America (1963)
  - Order of Bards, Ovates and Druids (1964)
  - Ár nDraíocht Féin (1983)

### Slavija
- Staroverstvo (Rodnoverje)

### Balti
- Baltic polytheism
  -  Litvanska Romuva
  - Latvjski Dievturība

### Grčija
- Helenizem

### Ostali
- Finnish Neopaganism (Suomenism)
- Estonski   Taaraism, Maausk (Maavalla Koda)